# Nattens Ryttere
Nattens Ryttere er en amerikansk stumfilm fra 1920 af Jack Conway.

## Medvirkende
- Roy Stewart som Kurt Dorn
- Claire Adams som Lenore Anderson
- Joseph J. Dowling som Tom Anderson
- Robert McKim som Henry Neuman
- Marie Messinger som Kathleen
- Violet Schram som Olga
- Arthur Morrison som Olsen
- Marc B. Robbins som Chris Dorn
- Fred Starr som Nash
- Frank Brownlee som Glidden